# 미드데번

미드데번의 위치

미드데번(영어: Mid Devon)은 잉글랜드 데번주에 위치한 비도시 자치구로 중심 도시는 티버턴이며 인구는 79,198명(2014년 기준), 면적은 577.1km2이다.